# Get Out and Get Under
Get Out and Get Under é um filme mudo em curta-metragem norte-americano de 1920, do gênero comédia estrelado por Harold Lloyd e Mildred Davis. Cópia do filme encontra-se conservada no Museu de Arte Moderna, Nova Iorque.

## Elenco
- Harold Lloyd — O Garoto
- Mildred Davis — A Garota
- Fred McPherson — O rival